# Prays amblystola
Prays amblystola is een vlinder uit de familie Praydidae. De wetenschappelijke naam van de soort werd in 1923 gepubliceerd door Turner.